# Luciano Szafir
Luciano Szafir, nome completo Luciano Lebelson Szafir (São Paulo, 31 dicembre 1968), è un attore e modello brasiliano.

## Biografia
Luciano Szafir ha una sorella gemella, Priscila, un'altra sorella, Alexandra, e un fratello di nome Salomão. I quattro sono nati in una famiglia di libanesi ed ebrei Aschenaziti.
Szafir è diventato modello a soli 17 anni e nel 1990 ha firmato un contratto con la prestigiosa agenzia Ford Models Brasil. Ha sfilato in Brasile e anche a New York.
Nel 1997 è approdato a TV Globo, apparendo quindi per la prima volta in un telenovela, Anjo Mau, dove ha svolto un ruolo importante. Sempre per il network di Rio ha lavorato, fino al 2002, in produzioni di successo come Uga-Uga, Vento di passione, O clone.
Nel 2004 è passato a Rede Record, emittente alla quale è tuttora legato per contratto. Per essa è stato attore soprattutto in telenovelas a carattere religioso, tra cui la fortunatissima Os Dez Mandamentos, del 2015, recitando anche nel lungometraggio che ne è stato tratto l'anno dopo . Szafir lavora nel cinema dal 1998.
Negli anni 2001, 2002, 2005 e 2006 ha preso parte all'allestimento del dramma religioso Paixão de Cristo de Nova Jerusalém: le prime due volte sostenendo il ruolo di Ponzio Pilato, le altre due quello di Gesù.

## Vita privata
Szafir ha fatto parlare di sé per essere stato sentimentalmente legato a più riprese con Xuxa; con lei ha anche messo al mondo una figlia, la modella e attrice Sasha Meneghel. Nel 2011 ha iniziato a frequentare Luhanna Melloni, con la quale si è unito in matrimonio nel 2022. I due sono diventati genitori di due maschi, David e Mikael, anni prima di convolare a nozze.
L'attore pratica jiu-jitsu.